# Угрини
Угрини (хорв. Ugrini) — населений пункт у Хорватії, в Істрійській жупанії у складі міста Бузет.

## Населення
Населення за даними перепису 2011 року становило 48 осіб.
Динаміка чисельності населення поселення:

## Клімат
Середня річна температура становить 12,07 °C, середня максимальна – 24,62 °C, а середня мінімальна – -1,36 °C. Середня річна кількість опадів – 1249 мм.
| Клімат поселення                              | Клімат поселення | Клімат поселення | Клімат поселення | Клімат поселення | Клімат поселення | Клімат поселення | Клімат поселення | Клімат поселення | Клімат поселення | Клімат поселення | Клімат поселення | Клімат поселення | Клімат поселення |
| Показник                                      | Січ.             | Лют.             | Бер.             | Квіт.            | Трав.            | Черв.            | Лип.             | Серп.            | Вер.             | Жовт.            | Лист.            | Груд.            |                  |
| Середній максимум, °C                         | 9,04             | 9,58             | 12,41            | 15,94            | 20,66            | 24,22            | 24,62            | 24,49            | 20,21            | 15,91            | 11,02            | 8,08             |                  |
| Середня температура, °C                       | 3,84             | 4,39             | 7,23             | 10,75            | 15,46            | 19,02            | 21,26            | 21,13            | 16,85            | 12,56            | 7,66             | 4,70             |                  |
| Середній мінімум, °C                          | −1,36            | −0,81            | 2,02             | 5,56             | 10,27            | 13,83            | 17,90            | 17,76            | 13,50            | 9,20             | 4,29             | 1,34             |                  |
| Норма опадів, мм                              | 92               | 72               | 93               | 104              | 95               | 110              | 75               | 104              | 109              | 137              | 139              | 119              |                  |
| Середньомісячна швидкість вітру, м/с          | 1.82             | 2.09             | 2.26             | 2.28             | 2.08             | 1.99             | 1.94             | 1.90             | 1.86             | 2.01             | 2.05             | 1.96             |                  |
| Середньомісячна сонячна радіація, кДж/м²·день | 4448             | 7375             | 10562            | 14827            | 18965            | 20614            | 21576            | 18356            | 13763            | 8871             | 4887             | 3714             |                  |
| --------------------------------------------- | ---------------- | ---------------- | ---------------- | ---------------- | ---------------- | ---------------- | ---------------- | ---------------- | ---------------- | ---------------- | ---------------- | ---------------- | ---------------- |
| Джерело:                                      |                  |                  |                  |                  |                  |                  |                  |                  |                  |                  |                  |                  |                  |